# Purtsa (Dorf)
Koordinaten: 58° 30′ N, 22° 34′ O

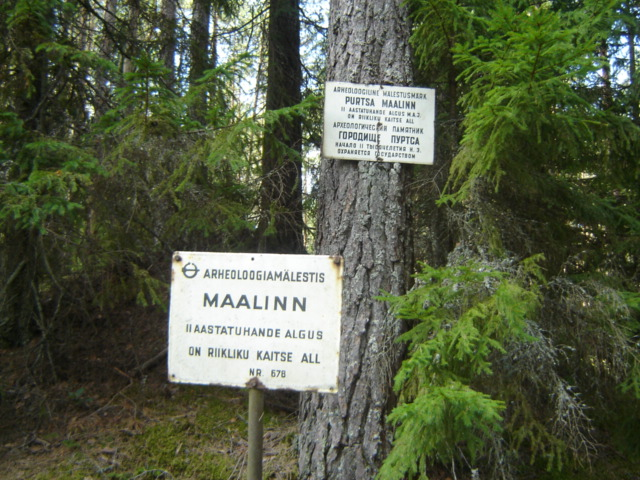
Ort der mittelalterlichen estnischen Wallburg

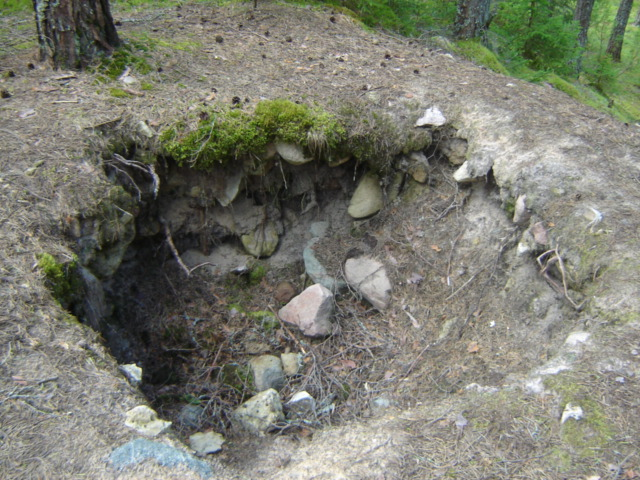
Ausgrabungen am Burgwall

Purtsa ist ein Dorf (estnisch küla) auf der größten estnischen Insel Saaremaa. Es gehört zur Landgemeinde Saaremaa (bis 2017: Landgemeinde Leisi) im Kreis Saare.

## Einwohnerschaft und Lage
Das Dorf hat sechs Einwohner (Stand 31. Dezember 2011). Es liegt 26 Kilometer nordöstlich der Inselhauptstadt Kuressaare.
Westlich von Purtsa erstreckt sich das gleichnamige Moor (Purtsa soo) mit seinem großen See, dem Purtsa järv.

## Geschichte
Das Dorf Purts wurde erstmals 1570 urkundlich erwähnt. Der Name leitet sich möglicherweise vom Namen Buhrmeister (Bauermeister) ab. Die deutschbaltische Familie besaß zu dieser Zeit Land in der Gegend.

## Wallburg
Nordöstlich des Ortskerns haben Archäologen vom Wald überwucherte Überreste einer mittelalterlichen estnischen Wallburg nachgewiesen. Vermutlich handelt es sich um die 1344/45 zerstörte Burg Maperzar. Die sandigen Höhen zwischen der Wallburg und dem heutigen Ort werden Kooljamäed (zu deutsch „Leichenberge“) genannt.
Historiker vermuten, dass an dieser Stelle während der Erhebung der estnischen Landbevölkerung von Saaremaa gegen die christlichen dänischen und deutschen Eroberer im Februar 1344 eine der letzten und blutigsten Schlachten des sogenannten „Aufstands in der Georgsnacht“ stattfand. Dabei sollen etwa 2000 Esten und 500 Deutsche umgekommen sein. Bei den Kämpfen wurde auch der estnische Anführer, König Vesse, gefangen genommen, gefoltert und hingerichtet.